# Microregione di Araripina
Araripina è una microregione dello Stato del Pernambuco in Brasile, appartenente alla mesoregione di Sertão Pernambucano.
È una suddivisione creata puramente per fini statistici, pertanto non è un'entità politica o amministrativa.

## Comuni
Comprende 10 comuni:
- Araripina
- Bodocó
- Exu
- Granito
- Ipubi
- Moreilândia
- Ouricuri
- Santa Cruz
- Santa Filomena
- Trindade